# Alexander Aan
Alexander Aan (uitspraak: "Aän") (ca. 1981) is een Indonesische ex-moslim en atheïst van Minangkabause afstamming. Hij werd in 2012 gevangengenomen omdat hij op Facebook opmerkingen en afbeeldingen plaatste die volgens de arrondissementsrechtbank van Muaro Sijunjung "informatie verspreidde die erop gericht was om religieuze haat of vijandigheid aan te wakkeren". De uitspraak ontspon een landelijk 
debat en leidde Amnesty International ertoe om hem een gewetensgevangene te noemen.

## Arrestatie en proces
Voordat hij werd opgepakt was Alexander een ambtenaar in het onderdistrict Pulau Punjung in West-Sumatra. Hoewel Alexander als moslim was opgevoed, viel hij van zijn geloof op zijn 11e, en hield in 2008 op met deelnemen aan religieuze rituelen. In januari 2012 plaatste hij op een atheïstische Facebookgroup die hij had opgericht een opmerking dat God niet bestond. Zijn post vroeg: "Als God bestaat, waarom gebeuren er dan slechte dingen? ... Er zouden enkel goede dingen moeten zijn als God barmhartig is." Hij verklaarde dat de hemel, de hel, engelen en duivels "mythen" waren. Bovendien plaatste Alexander een artikel waarin Mohammad wordt beschreven als "aangetrokken tot zijn schoondochter" en striptekeningen waarin hij wordt afgebeeld als een dienaar die seks bedrijft.
De posts werden gezien door de Majelis Ulama Indonesia (de belangrijkste islamitische geestelijke raad van Indonesië), die Alexander aangaven bij de politie voor godslastering. Op 18 januari viel een woedende bende Alexander aan op weg naar zijn werk, waarna de politie hem in beschermde hechtenis nam. Twee dagen later werd hij beschuldigd van "informatie verspreiden die erop gericht was om religieuze haat of vijandigheid aan te wakkeren", "religieuze blasfemie" en "anderen oproepen om atheïsme te omarmen". De districtspolitiechef stelde ook dat Alexander had gelogen bij zijn sollicitatie, waarbij hij beweerde moslim te zijn.
Aanvankelijk werd Alexander gevangengezet te Padang, waar hij "zwaar geslagen" werd door medegevangenen die hadden ontdekt dat hij was opgesloten voor godslastering, waarop hij werd overgeplaatst naar een andere gevangenis. Alexander verspreidde later een openbare verontschuldiging voor zijn Facebookposts.
Op 14 juni bevond de arrondissementsrechtbank van Muaro Sijunjung Alexander schuldig aan "informatie verspreiden die erop gericht was om religieuze haat of vijandigheid aan te wakkeren" en veroordeelde hem tot 2,5 jaar celstraf en een boete van 100 miljoen roepia(€7780,-) De tenlasteleggingen van "religieuze blasfemie" en "anderen oproepen om atheïsme te omarmen" liet men vallen. Tijdens de uitspraak verklaarde de voorzittende rechter Alexanders daden "angst hebben veroorzaakt bij de gemeenschap en de islam getart". Alexander uitte in een geschreven verklaring spijt wegens zijn daden.

## Reacties
Alexanders oppakking lokte "woede" uit bij godsdienstvrijheidsactivisten in binnen- en buitenland, en er gingen verscheidene petities rond die om zijn vrijlating vroegen. Directeur Hendardi van het Setara-instituut (een Indonesisch platform voor democratie, politieke vrijheid en mensenrechten) omschreef het opgelegde vonnis als "overdreven", een voorbeeld van "de willekeur van de wet en de wetshandhavers" en een schending van het Internationaal verdrag inzake burgerrechten en politieke rechten dat Indonesië heeft ondertekend. Amnesty International reageerde door Alexander een gewetensgevange te noemen en het vonnis te omschrijven als "een ernstige tegenslag voor de vrijheid van meningsuiting in Indonesië". AI eiste Alexanders onmiddellijke vrijlating. Human Rights Watch zei dat Alexanders vonnis "een bedreiging voor de religieuze minderheden van 
Indonesië" suggereerde in het licht van recente aanvallen door extremisten. De Aziatische Mensenrechtencommissie (AHRC) riep ook op tot Alexanders vrijlating, omdat volgens haar zijn daden "geen bedreiging vormden voor de openbare orde" en onder godsdienstvrijheid vallen.
Atheist Alliance International begon een campagne namens Alexander omdat zijn zaak "gaat over de fundamentele beginselen van vrijheid van meningsuiting, gewetensvrijheid en de discriminatie waarmee atheïsten, vooral in islamitische landen, worden geconfronteerd." Een column in The Jakarta Globe omschreef de tenlasteleggingen als "een smet op Indonesiës democratische geloofwaardigheid" en een bedreiging voor Indonesiës aantrekkelijkheid voor buitenlandse investeerders.
Het Center for Inquiry steunde eerst de petitie van de AHRC en organiseerde vervolgens op 18 juni 2012 een demonstratie voor de Indonesische ambassade in Washington D.C., waarbij de Indonesische autoriteiten werden opgeroepen om Alexander Aan vrij te laten en vrij te spreken. Een tweede CFI-demonstratie vond 6 juli plaats bij het Indonesische consulaat in New York. Het CFI zond ook een brief aan de Indonesische ambassade, waarin Aans vrijlating werd geëist.
Het Islamic Society Forum, een coalitie van islamistische groeperingen, verklaarde dat de mogelijke vijfjarige straf onvoldoende was en dat Alexander geëxecuteerd diende te worden. De secretaris-generaal van het ISF zei: "Wat hij heeft gedaan kan niet worden getolereerd... het is belangrijk om te voorkomen dat deze groep in dit land atheïsme verspreidt." De atheïstische Facebookgroup die Aan had opgericht groeide razensnel uit tot 2000 leden, maar de meesten hiervan waren tegen atheïsten en Aan; onder de posts waren oproepen om atheïsten te onthoofden en werden atheïsten bangeriken genoemd.